# 路克·漢斯沃
路克·漢斯沃（英語：Luke Hemsworth，1980年11月5日—），澳大利亞男演員，知名於電視劇《家有芳鄰》（2001年）中飾演納森·泰遜以及《西方極樂園》（2016年至2022年）中的艾許利·史塔布斯（Ashley Stubbs）一角。

## 早年
路克·漢斯沃出生於澳大利亞墨爾本，母親萊奧妮（Leonie）是英語老師，父親克萊格·漢斯沃（Craig Hemsworth）則是社會顧問。他是家中三子中的老大，弟弟克里斯·漢斯沃和連恩·漢斯沃皆是演員。

## 職業生涯
漢斯沃的職業生涯開始於澳大利亞的長紅電視劇《家有芳鄰》中飾演納森·泰遜一角。他主要是電視演員，已出演的電視劇如《小小馬鞍子》、《藍牧犬》、《最後的男人》、《聖女合唱團》和《滿足》。2012年，他出演電視迷你劇《摩托车战争：战友记》。
漢斯沃主演了2014年的犯罪驚悚片《迴帶偵查》，在當中飾演偵探賈森·皮爾遜（Detective Jason Pearson）一角。2016年起，他在HBO電視劇《西方極樂園》中飾演艾許利·史塔布斯（Ashley Stubbs），在劇中是一名樂園的維安領導者。

## 私生活
路克·漢斯沃已於2007年和薩曼莎（Samantha）成婚，育有三個女兒和一個兒子。

## 作品列表

### 電影
| 年份 | 標題                       | 角色                | 附註         |
| ---- | -------------------------- | ------------------- | ------------ |
| 2014 | 《迴帶偵查》               | 偵探賈森·皮爾遜（Detective Jason Pearson） |              |
| 2014 | 《異類戰神》               | 艾爾金（Elkin）          |              |
| 2014 | 《弒不過三》               | 戴倫·史密斯（Dylan Smith）     |              |
| 2015 | 《無限》                   | 查理·肯特（Charlie Kent）       |              |
| 2016 | 《星際叛將：歐西里斯之子》 | 塔拉維克（Travek）        |              |
| 2017 | 《希科克》                 | 蠻牛比爾·希科克     |              |
| 2017 | 《雷神索爾3：諸神黃昏》    | 索爾的演員          | 客串         |
| 2018 | 《我們是船》               | 盧卡斯（Lucas）          |              |
| 2018 | 《河流如血》               | 馮（）              |              |
| 2018 | 《邂逅》                   | 威爾·道金斯（Will Dawkins）     |              |
| 2019 | 《加密貨幣》               | 凱萊布（Caleb）          |              |
| 2020 | 《逃出黑魔島》             | 尼爾（Neil）            |              |
| 2021 | 《求之不得》（Asking for It）           | 弗農（Vernon）            |              |
| 2022 | 《雷神索爾：愛與雷霆》     | 索爾的演員          | 客串         |
| 2022 | 《假日冲浪》（Bosch & Rockit）           | 博斯（Bosch）            |              |
| 2023 | 《下一球，勝利》           | 基斯（Keith）            |              |
| 2023 | 《坏家伙》（Bad Hombres）             | 唐尼（Donnie）            | 兼執行製片人 |
| 2024 | 《天眼救援》               | 亞伯中士（Sergeant Abel）        | 兼執行製片人 |
| 2024 | 《孤狼救援》               | 李·岡那（Lee Gunner）         |              |

### 電視
| 年份      | 標題                   | 角色                | 附註       |
| --------- | ---------------------- | ------------------- | ---------- |
| 2001–2002 | 《家有芳鄰》           | 納森·泰遜           | 13集       |
| 2003      | 《小小馬鞍子》         | 賽門（Simon）            | 單集：〈〉 |
| 2004      | 《藍牧犬》             | 葛倫·彼得斯（Glen Peters）     | 2集        |
| 2005      | 《最後的男人》         | 珊農·哥斯拉（Shannon Gazal）     | 3集        |
| 2005      | 《聖女合唱團》         | 班·辛普森（Ben Simpson）       | 單集：〈〉 |
| 2007      | 《滿足》               | 屠夫保羅（Paul the Butcher）        | 單集：〈〉 |
| 2008      | 《大象公主》           | 哈利叔叔（Uncle Harry）        | 單集：〈〉 |
| 2009      | 《卡拉·卡梅蒂警探》    | 電工                | 單集：〈〉 |
| 2009      | 《真愛如絲》           | 約翰（John）            | 2集        |
| 2011      | 《巴祖拉計劃》         | 壞人                | 單集：〈〉 |
| 2012      | 《摩托车战争：战友记》 | 影子（Shadow）            | 迷你劇     |
| 2012      | 《孰贏孰敗》           | 傑克森·諾頓（Jackson Norton）     | 2集        |
| 2015      | 《週六夜現場》         | 他自己              | 單集：〈〉 |
| 2016–2022 | 《西方極樂園》         | 艾許利·史塔布斯（Ashley Stubbs） | 主要演員   |
| 2021      | 《少年巨石》           | 艾力克森教練（Coach Erickson）    | 2集        |
| 2025      | 《戴洛奇小鎮》         | 傑森·韋德（Jason Wade）       |            |
| 2025      | 《終極名單：暗夜之狼》 | 朱爾斯·蘭德里（Jules Landry）   | 常駐演員   |

## 外部連結
- 路克·漢斯沃在互联网电影资料库（IMDb）上的資料（英文）